# Municipio de Albright
El municipio de Albright (en inglés: Albright Township) es un municipio ubicado en el  condado de Chatham en el estado estadounidense de Carolina del Norte. En el año 2000 tenía una población de 2553 habitantes.

## Geografía
El municipio de Albright se encuentra ubicado en las coordenadas 35°49′17.46″N 79°26′52.92″O / 35.8215167, -79.4480333.